# Levée de la Loire

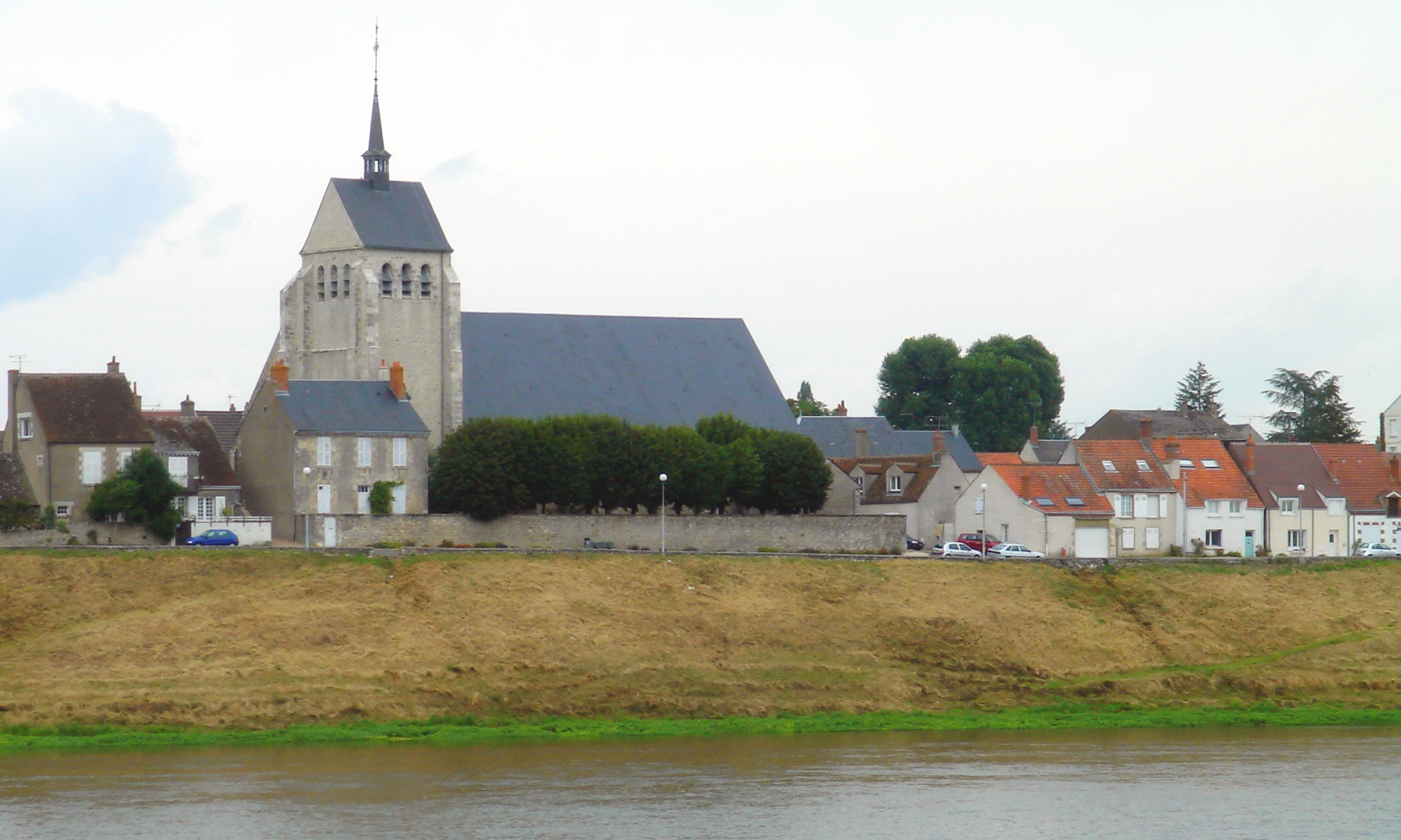
Levée de la Loire dans la commune de Saint-Denis-de-l'Hôtel.

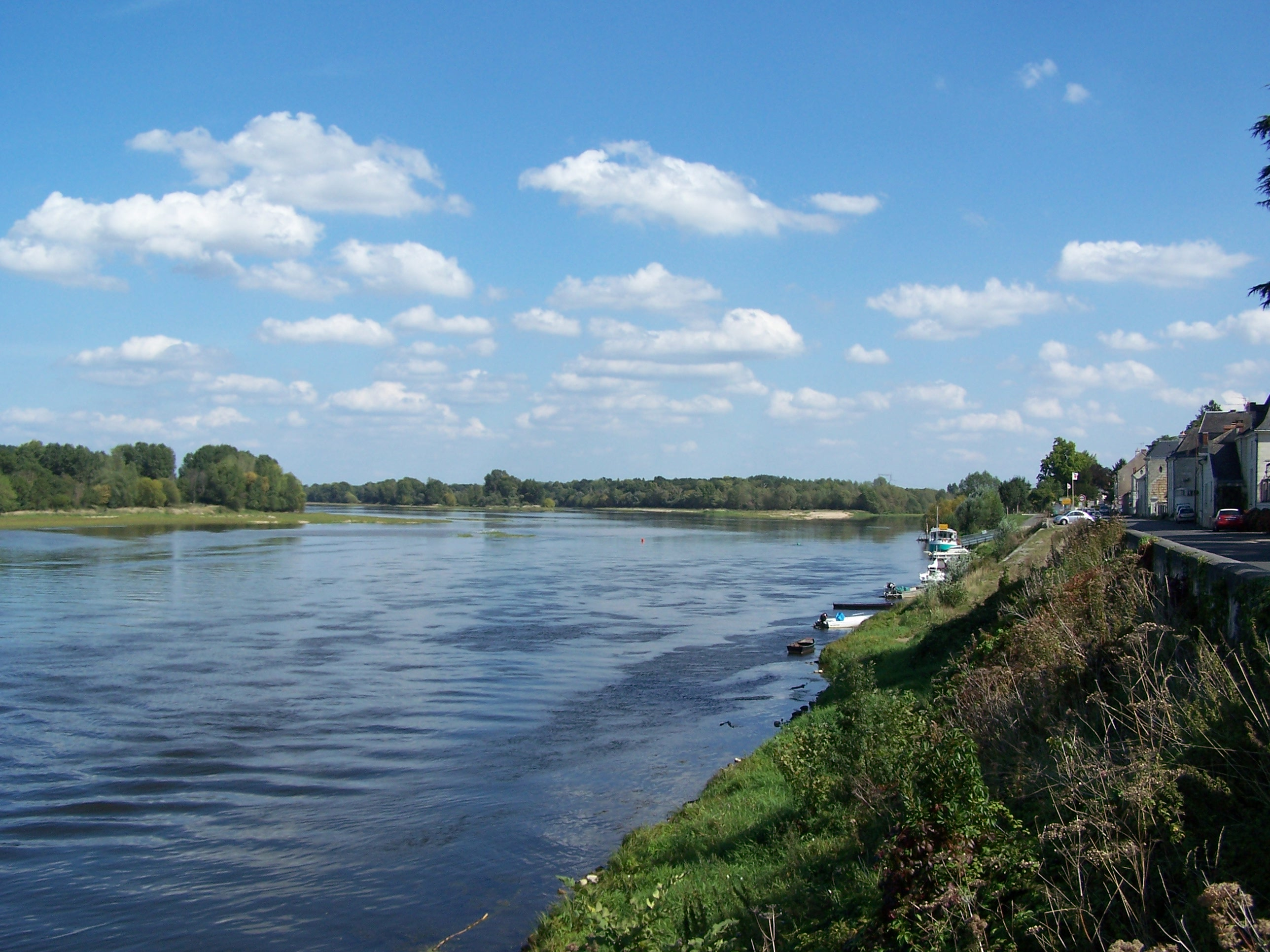
Levée de la Loire à sa confluence avec la Vienne dans la commune de Montsoreau.

La levée de la Loire désigne une digue construite en bord de Loire en vue de protéger les vals des crues du fleuve.
D’abord connues sous le nom de turcies, formées de bois et de terre, dont l’objet était essentiellement de dévier le courant, les levées apparaissent dans le val d'Anjou au XIIe siècle. Elles ont pour objet de contenir les flots et éviter les inondations. Avec Colbert, l’idée est de parvenir à un système de protection insubmersible. La fin du XVIIe siècle et le début du XVIIIe siècle sont ainsi marqués par une succession de travaux d’exhaussement et de renforcement des levées.
Mais les crues de 1846, 1856 et 1866 montrent l’impossibilité d’atteindre les buts visés. La construction de déversoirs ayant pour objet de permettre l’expansion de la crue dans des espaces réservés à cet effet est alors programmée. Mais seuls quelques-uns de ces ouvrages seront construits.
Un service des turcies et des levées a été chargé pendant plusieurs siècles de la construction et de l’entretien de levées. Mais, après la Révolution française, par excès de confiance, ce service est démantelé au profit d’un service de navigation de la Loire. Il faudra attendre le milieu du XXe siècle pour que l’administration se structure à nouveau pour une meilleure prise en compte des levées de la Loire.
Plusieurs mécanismes peuvent conduire à la rupture d’une levée : l’érosion de surface par « surverse », l’érosion externe par affouillement, l’érosion interne par effet de renard hydraulique ou le glissement de talus.

## Histoire des levées de Loire

### Des anciennes turcies aux premières levées du Moyen Âge
Si la Loire était le premier fleuve navigable de France, son vaste bassin était en même temps le plus naturellement fertile, mais aussi le plus fréquemment exposé aux inondations, cause première de cette fertilité, puis fléau des richesses qui en étaient le produit et des populations qu'elle avait attirées. Très tôt, le besoin de défendre les terrains cultivés et habités contre les inondations fit construire des petites digues connues sous le nom de turcies. On ignore à quelle époque remonte leur origine, toutefois les historiens sont d'accord pour la regarder comme antérieure au capitulaire de Louis le Débonnaire, De aggeribus juxta Ligerim fadendis, qu’ils donnent comme le premier acte public connu qui s'y rapporte (9e siècle). Les travaux, dont ce capitulaire confie l'exécution à des commissaires spéciaux, sont regardés comme des travaux de réparation et de prolongation de digues déjà en partie existantes.
Au XIIe siècle, après une grande crue de la Loire arrivée en 1150, Henri II, roi d'Angleterre et comte d'Anjou, fait construire une digue longue de trente milles environ, édifie des maisons pour loger des hommes chargés de leur entretien, qu'il exempte du service militaire et de certains droits fiscaux. Sous Philippe le Bel, Charles de Valois et sa femme reprennent et continuent ces ouvrages. Louis XI construit de nouvelles levées, renforce et exhausse les anciennes. Ses successeurs suivent son exemple, sous l'impression sans doute des désastres causés par de nouvelles inondations, désastres que rendaient de plus en plus onéreux le développement de la richesse agricole de la vallée et l'accroissement de la population riveraine. Les turcies et levées finissent ainsi par s'étendre, presque sans interruption, depuis Gien jusqu'à Angers, sans compter des digues partielles au-dessus de Gien, en remontant jusqu'à Decize sur la Loire et jusqu'à Vichy sur l'Allier. Presque partout, et notamment au-dessous de Gien, ces levées sont établies de manière à servir en même temps de grands chemins et à mettre ainsi, autant que possible, la circulation à l'abri de toute interruption par les crues. Le Cher, au voisinage de son confluent en Loire, est ainsi contenu par de tels ouvrages.

### XVIIesiècle: le programme de Colbert

#### Succession de grandes crues de 1608 à 1649
L'année 1608 est particulièrement funeste. Après un hiver d'une extrême rigueur, une débâcle terrible survient en mars et détruit en plusieurs endroits les levées. Les eaux s'élèvent encore en juin, puis à la fin d'octobre. Une lettre de Sully à Henri IV, du 23 octobre 1608, constate les dégâts en réclamant des secours pour les  inondés. La réparation de ces ruines fut comprise dans les dépenses de l'année 1609. Toutefois, l'inondation du 15 mars 1615 paraît avoir été la plus considérable de ce siècle. Depuis lors, jusqu'en 1633, c'est-à-dire en dix-huit années, dix grandes crues, survenues en diverses saisons, sont encore consignées dans les documents de l'époque, dont celle de 1629, la plus catastrophique. Les débordements paraissent avoir été ensuite un peu moins fréquents ; du moins, jusqu'en janvier 1649, ne connaît-on que ceux de janvier 1633 et janvier 1641. Celui de 1649 fut suivi de près d'un second en 1651. On a des renseignements moins précis sur d'autres qui eurent lieu jusqu'à la fin du siècle. Quant à leurs effets principaux, c'était toujours l'ouverture de nouvelles brèches dans les digues et l'irruption par ces brèches de torrents dévastateurs.

#### 1629: des déchargeoirs, une idée prématurée
Les effets dévastateurs de la crue de novembre 1629, dont la hauteur dépasse celle des levées et qui ensable beaucoup de terrains, font date dans la manière d'appréhender l'amélioration du système d’endiguement par le pouvoir royal. Le conseil royal de Louis XIII, dans son arrêt du 19 décembre 1629 et bien avant le Second Empire, admet l'impossibilité de contenir les plus grandes crues du fleuve entre des digues insubmersibles et prescrit d'ouvrir dans les levées des « déchargeoirs » afin d'éviter des brèches dans les digues. Sur le modèle de celui de Blois, dont la première mention connue date de 1584, six déchargeoirs sont prévus, un pour chacun des principaux vals entre Ouzouer-sur-Loire et Saumur. Il est même envisagé la destruction de certaines levées pour la sécurité du val. Ces déchargeoirs seront ultérieurement renommés déversoirs.

#### 1668: le programme de digues insubmersibles de Colbert
Le programme lancé par Colbert en 1668 vise à multiplier et renforcer les digues pour les rendre insubmersibles.
À la suite des crues de 1679, les digues d'Amboise sont exhaussées. Colbert prescrit de continuer activement et tous les ans de semblables ouvrages : il les recommande à plusieurs reprises « afin que, quelque hauteur que les eaux puissent atteindre pendant l'hiver, l'eau ne passe point par-dessus les levées et ne les puisse endommager ». Les dimensions jugées alors nécessaires dans la généralité de Tours sont de trois toises de hauteur (5,85 m) et quatre toises de largeur (7,80 m) en couronne.

### XVIIIesiècle: des levées toujours plus hautes et plus nombreuses

#### Les crues catastrophiques du début duXVIIIesiècle

Évolution au cours du temps des hauteurs des levées en bordure de Loire (les hauteurs de crues sont mesurées à l'échelle de Blois).

La hauteur plus grande des levées amplifie la puissance des crues. Les quatre crues catastrophiques d'octobre 1707, juin 1709, novembre 1710 et février 1711 ébranlent ainsi les uns après les autres les ponts médiévaux qui n'étaient prévus que pour donner passage à celles de 5 m ou 5,50 m au-dessus de l'étiage, et non à des eaux de plus de 6 mètres. Seul le pont de Beaugency en réchappe et ne doit sans doute sa résistance qu'à la modestie de la levée ou du déversoir de Mazan située à l'aval.
Elles  conduisent le pouvoir royal à un nouveau programme de travaux visant une nouvelle fois à rehausser les digues dont la hauteur est portée à 22 pieds au-dessus de l'étiage, 21 pieds dans la réalité, soit 6,71 m, la largeur en crête à 4 toises, soit 7,80 m, comme l'avait déjà prescrit Colbert et l'empattement doit être égal à deux fois la hauteur,.
Le gouvernement de Louis XIV complète également ce dispositif avec le principe des déversoirs énoncé sous Louis XIII, mais il n'en fut réalisé qu'entre Gien et Tours, par des sections de digues conservées à 15 pieds, longues de 200 mètres et plus.
Enfin, le maire d’Orléans, le nommé Fontaine, se plaint que le régime des eaux a pu être modifié par des aménagements exécutés sur le cours supérieur du fleuve pour faciliter l’exportation des houilles de la région de Saint-Étienne. Depuis 1705, les gorges de la Loire ont en effet été élargies entre la plaine du Forez et la ville de Roanne. Le maire d’Orléans demande le remplacement des rochers disparus par des digues. Le gouvernement royal ordonne finalement en 1711 la construction de trois digues au-dessus de Roanne : à Saint-Maurice-en-Gourgois, La Roche et Pinay. Ces digues ne laissent au fleuve qu’un passage, un pertuis, de vingt mètres de large, mais qui permet aux bateaux un franchissement. La digue de Pinay sera ultérieurement détruite après la construction du barrage de Villerest,.

#### Après 1733, abandon des «déchargeoirs»
Mais la crue de mai 1733 occasionne de nouveaux dégâts et les déchargeoirs eux-mêmes ne résistent pas. Fortement décriés par les populations locales et ne faisant pas l'unanimité chez les ingénieurs, dont le plus important, l'ingénieur des Turcies et Levées Louis de Règemorte : le principe des déchargeoirs est donc abandonné. Seuls deux ouvrages sont conservés : le déversoir de la Bouillie à Blois et celui de Saint-Martin-sur-Ocre dans le Loiret.

#### Fin duXVIIIesiècle, nouvelles constructions de levées

Évolution au cours du temps de la longueur cumulée des levées en bordure de Loire.

Les digues, surélevées de deux mètres, marquent le paysage et constituent une coupure entre le val et le fleuve. Certains villages, jusqu'alors à hauteur de la plateforme des ouvrages, se situent maintenant en contrebas des digues et n'échappent à l'ensevelissement qu'en déplaçant le tracé de la levée côté fleuve... mais également côté val lorsque la largeur du lit est jugée insuffisante.
Le prolongement des levées vers l'aval vient souvent compenser l'aggravation des inondations par débordement au point d'interruption des ouvrages. Dans les vals berrichons, la levée des Joigneaux, se terminant initialement au port de Givry, est prolongée jusqu'à la fin du val en 1771 ; à l'amont du val de La Charité-sur-Loire. Les levées autrefois non jointives des Rauches et d'Espagne sont réunies après 1765, puis prolongées jusqu'au pont de La Charité-sur-Loire et au-delà.
L'allongement des levées a également pour conséquence l'éloignement des embouchures des cours d'eau drainant les vals, les ingénieurs préférant cette solution à l'aménagement d'un ouvrage anti-retour sous la digue. C'est aussi le moyen de permettre l'assèchement de terres humides et leur valorisation : la terre.

### 1790-1867: abandon des travaux de protection
Après la Révolution, on pense que la protection des vals est assurée et la préoccupation du pouvoir est plutôt la survie de la navigation de la Loire. À tel point que le service des turcies et des levées, qui s’occupait de la construction et de l’entretien des levées, est dissous en 1790. Un service de la navigation de la Loire est par contre créé.
Le débit et les caprices du fleuve sont des freins au développement de cette navigation, de plus en plus concurrencée par le chemin de fer. L’amélioration du mouillage est ainsi étudiée, particulièrement en aval d’Orléans, pour permettre le développement de la navigation à vapeur. La confiance dans la solidité des levées est d’ailleurs telle que le chemin de fer d’Orléans à Tours emprunte le val de la Cisse.
Mais cette confiance va être abattue par les trois crues catastrophiques de 1846, 1856 et 1866.

#### La crue de 1846
La crue des 21, 22 et 23 octobre 1846 rappelle à tous que les levées ne sont pas indestructibles.

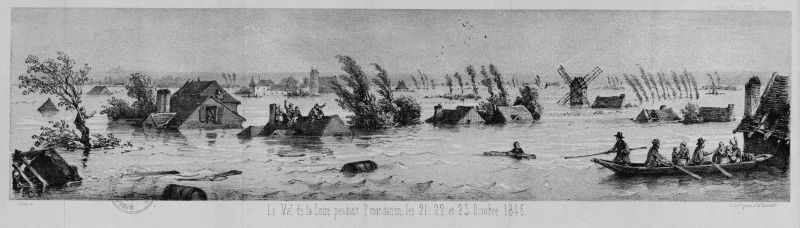
Vue du Val de Loire le 22 octobre 1846.

À Orléans, le niveau de l’eau monte de 3,10 m en 14 heures, passant d’une cote de 3,50 m à 8 h du matin à 6,60 m à 10 h du soir. C’est alors que la levée de Sandillon se rompt sur une longueur de 400 m. Le viaduc de Vierzon est également emporté par la violence torrentielle du fleuve.
Avec la disparition du service des turcies et des levées, les ingénieurs des ponts et chaussées sont désemparés et impuissants. La seule décision prise à la suite de cette crue est d’établir une carte au 1/20 000e de la Loire.

#### La crue de 1856
Les grandes crues de mai-juin 1856 sont encore plus dévastatrices puisqu'elles touchent une large moitié sud de la France, provoquant des inondations catastrophiques dans les bassins du Rhône, de la Loire et dans une moindre mesure dans ceux de la Garonne et de la Seine (Yonne).
Dans le Loiret, le débit du fleuve s'élève à Gien à plus de 8 900 m3/s contre un débit moyen habituel de 363 m3/s. Le niveau de l'eau avec 7,19 m, comme à Orléans avec 7,10 m, bat un record jamais égalé. Comme en 1846, cette crue extraordinaire est due à la conjonction exceptionnelle entre des pluies abondantes d'origine méditerranéenne sur les hauts bassins de la Loire et de l'Allier et d'origine atlantique sur leurs bassins moyens.

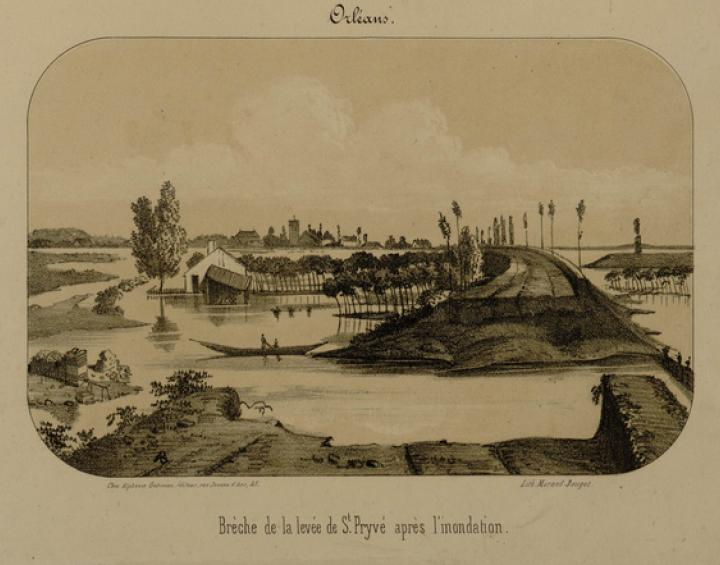
Brèche dans la levée de Saint-Pryvé-Saint-Mesmin le 3 juin 1856.

Du Bec d’Allier à Nantes, le fleuve fait 160 brèches d’une longueur totale de 23 km, inonde 100 000 ha, détruit 2 750 ha de terres de culture par ensablements et 400 ha par érosion. Elle détruit les ponts de Fourchambault, Cosne-sur-Loire et Sully-sur-Loire. Le fleuve submerge 98 km de voies ferrées. Tours est de nouveau inondée malgré la fermeture de la levée d’enceinte, car la crue s’est moins atténuée que la précédente. Le courant de débordement dans le Val d’Authion traverse une étendue de 80 km de long sur 12 km de large environ, prolongeant ses ravages jusqu'en Maine-et-Loire. Nevers est à nouveau submergée et on évacue tous les bas quartiers.
L’administration prend conscience des erreurs du passé et l’ingénieur Guillaume Comoy est chargé de la direction d'études préalables à un plan de défense contre les crues de la Loire. Il démontre les effets pervers de l’endiguement excessif qui augmente le débit maximum. La hauteur des digues devient telle qu’au lieu de protéger la population, elle la met autrement en danger par les risques de rupture : plus on endigue, plus on réduit le lit du fleuve, le niveau de l’eau monte, prend de la vitesse et augmente la pression sur les digues ; celles-ci ont alors toutes les chances de se rompre.
L’administration des ponts et chaussées reprend en partie l’arrêt du Conseil royal de 1783 dans une décision du 30 juillet 1862, une des solutions préconisées consistant à élargir le lit endigué, mais ce projet est irréalisable puisqu’il suppose que l’on recule les digues existantes.
La construction de déversoirs paraît difficile car les vals sont habités, la préférence de Comoy va ainsi aux retenues amont, technique que l’on commence à maîtriser. Il propose la construction, sur les hauts bassins versants, de 85 barrages de retenue capables d’emmagasiner un volume de 520 millions de m³ d’eau, ramenant au Bec d’Allier le débit des crues de 1856 et 1866 (de l’ordre de 7 500 m3/s), à 6 000 m3/s.

#### La crue de 1866

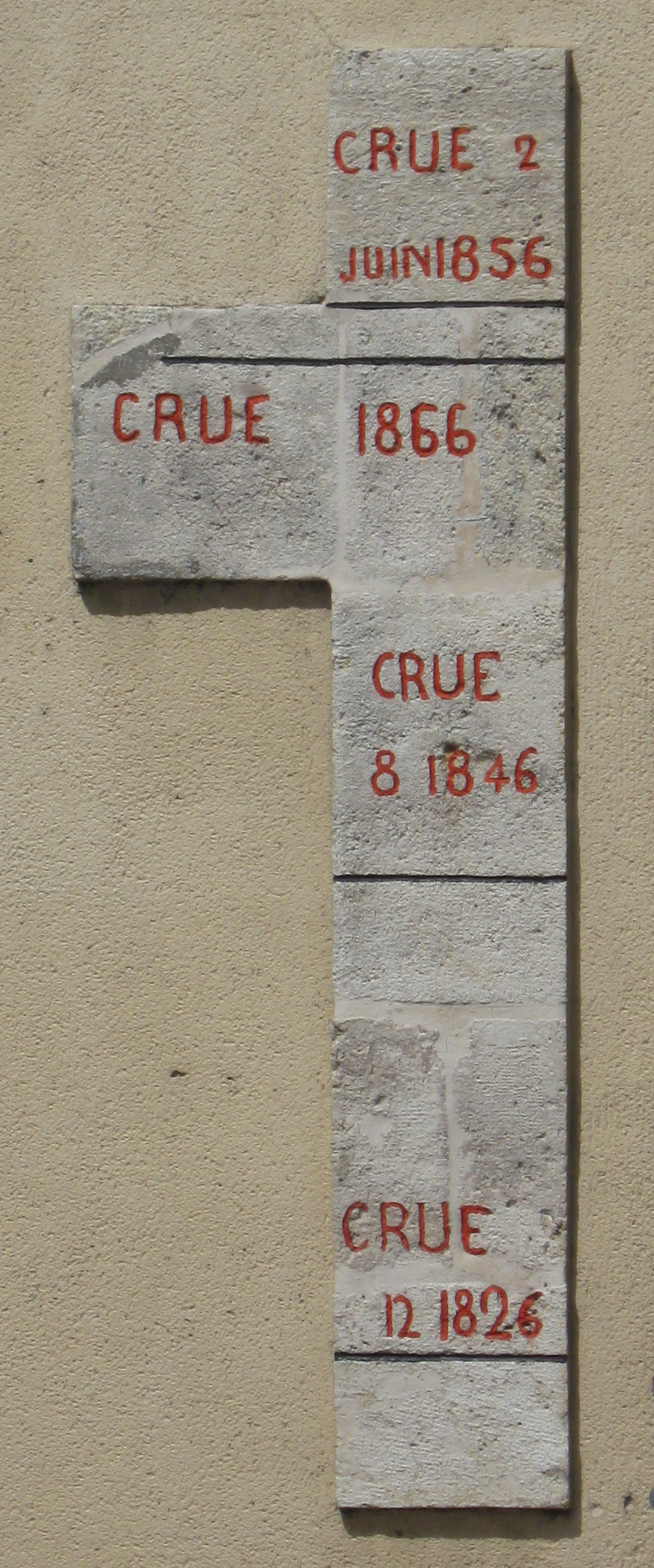
Repères de crues à Orléans.

La nouvelle crue de septembre 1866 précipite les décisions. Cette crue ressemble à la précédente, et elle provoque de très importantes destructions sur une majeure partie de la vallée de la Loire, en particulier au niveau d’Orléans où le village de Jargeau est dévasté. En revanche, entre Blois et Langeais, elle se tient un mètre en dessous. Ainsi Blois et Tours ne sont pas inondées.
À noter cependant que le 27 septembre 1866, une brèche se forme à Conneuil (canton de Montlouis-sur-Loire), noyant toute la vallée située entre le coteau nord de la Loire et le coteau sud du Cher. La rupture brutale de la levée à cet endroit entraînera la mort du soldat Paul Duvelle envoyé là avec une centaine d'hommes de troupe pour chasser les animaux qui fragilisaient la levée par leur terriers et reboucher les trous. Une stèle sur le bord de la D 751 rend, encore aujourd'hui, hommage à son dévouement.
À Nevers, entre les deux ponts, l’eau arrache la levée sur plus de cent mètres ; le remblai du chemin de fer et le viaduc sont menacés par les affouillements et une partie de la voie ferrée s’effondre.

### Le programme de 1867, abandonné en 1920

#### Le programme de Comoy de 1867
L’ingénieur Comoy doit réviser dans l’urgence son programme de travaux. Il abandonne l’idée de barrages-réservoirs en amont et privilégie la construction de déversoirs, solution la plus facile à réaliser et la moins coûteuse. Cet argument est de poids, en raison de la pénurie de capitaux due au déclin économique du bassin de la Loire en général et de la navigation en particulier.
L’ampleur du programme de 1867 est sans précédent : vingt déversoirs ouvriraient aux hautes eaux 18 des 33 vals endigués et 44 000 ha, soit près de la moitié de leur superficie (96 000 ha). L’Orléanais et la Touraine se prêtent le mieux aux travaux par l’étendue de leur plaine submersible et quatorze des vingt déversoirs y sont prévus, dans douze vals, pour une superficie de 37 400 ha sur 48 600 ha.

#### Résistance des riverains
L'hostilité des riverains est très forte : seuls sept des vingt déversoirs prévus sont exécutés entre 1870 et 1891 dans la partie supérieure des enceintes submersibles, comme celui de Jargeau qui est exécuté de 1878 à 1882. Quant aux barrages, on connaît les sites intéressants, mais on n’en construira aucun sous la Troisième République, sauf ceux affectés à l’hydroélectricité.
La crue de 1907 attise à nouveau les craintes et amène en 1911 l’administration d’État à dresser un état des lieux des réalisations du programme de 1867, mais la Première Guerre mondiale enterre les derniers projets envisagés.
La pertinence des déversoirs n’apparaît alors plus si évidente pour les ingénieurs locaux qui estiment que les projets d’adduction d’eau de la Loire vers Paris devraient définitivement diminuer les risques. L’administration des ponts et chaussées désavoue cette opinion, mais semble néanmoins s’incliner au milieu des années 1920 devant l’ampleur des coûts estimés pour les déversoirs restant à construire. Tous les travaux d’amélioration sont alors abandonnés. Les activités désertent les rives du fleuve, les villes se tournent vers les gares construites à l’opposé des quais de la Loire, cette dernière n’étant plus d’aucune utilité économique.

#### Bilan du programme de 1867
Les cinq principaux déversoirs du programme de 1867 sont construits : Ouzouer, Jargeau, Avaray, Montlivault, Chapelle-aux-Naux/Vieux Cher. Mais les projets de construction des autres déversoirs de 1867 seront abandonnés. De nouveaux déversoirs, non prévus en 1867, ont certes été construits sur le val de la Divatte en 1917. Mais l’État décide en 1925 de l’abandon de tous les ouvrages du programme de 1867 qui n'ont pas encore été réalisés. Le système imaginé au XIXe siècle par les inspecteurs généraux de la Commission des Inondations de la Loire demeure donc incomplet.

### Programmes de confortement depuis 1960
À partir de la fin de la Seconde Guerre mondiale, la préoccupation énergétique va jouer un rôle majeur dans l’aménagement du bassin de la Loire, avec tout d’abord la poursuite de son aménagement hydroélectrique et la mise en service des grands barrages hydroélectriques. Après le choc pétrolier, quatre centrales nucléaires sont construites : Belleville, Dampierre-en-Burly, Saint-Laurent-des-Eaux et Chinon, qui vont elles-mêmes conduire à la construction des barrages de régulation de Naussac sur l’Allier en 1983 et de Villerest sur la Loire en 1984.
Parallèlement, en complément de la vocation d’écrêtement de crues du barrage de Villerest, est engagé début 1970 un programme général de renforcement des levées de la Loire associant l’État, les régions, les départements et les communes. Ce programme consiste à améliorer la stabilité des digues et concerne plus particulièrement les régions Centre, Bourgogne et Pays de la Loire.
Il se poursuit encore aujourd’hui dans le cadre du «  plan Loire Grandeur Nature » instauré lors d’un comité interministériel tenu le 4 janvier 1994. Mais force est de constater que la complexité de l’organisation administrative et les lenteurs qui en découlent n’ont pas facilité la réalisation de ce programme de renforcement des levées qui a accumulé d’importants retards,. Il lui a été également associé la mise au point d’un modèle mathématique de propagation des crues en Loire moyenne réalisé en 1982, ainsi que la création d’un système moderne de prévision et d’annonce des crues (le réseau CRISTAL) mis en service en 1985.

## Administration des levées de Loire

### Le service des turcies et des levées
Le système de digues qui bordent et protègent la Loire, les anciennes turcies et les levées, est le produit d’un long processus de construction, d’extension et de rehaussement débuté au XIIe siècle et qui se poursuit jusqu’au XIXe siècle. Pour construire, surveiller, entretenir ou réparer ces ouvrages de protection, une administration de ces turcies et levées est créée.
Charles IX en prend l’initiative en 1573 en nommant un agent spécial. Henri III le remplace par le trésorier des finances d’Orléans aidé de deux commissaires spéciaux. Puis Henri IV nomme en 1594 un Intendant des Turcies et Levées recevant ses fonctions du roi et les détenant pour une durée indéterminée (ils seront deux intendants à partir de 1603).
À partir du milieu du XVIIe siècle, ces intendants perdent, avec Colbert, peu à peu leur pouvoir au profit d’ingénieurs. Un architecte-ingénieur nommé Poictevin est en particulier nommé inspecteur des turcies et levées en 1679. Le corps des ingénieurs des turcies et levées s’étoffe au XVIIe pour finalement disparaître en 1790, fusionné avec le corps des ingénieurs des ponts et chaussées. Le service des Turcies et Levées est alors rattaché à l'administration départementale des Ponts et Chaussées.

### Le service spécial Loire auXIXesiècle
Avec l'incorporation du service des Turcies et Levées aux Ponts et Chaussées disparaît également l'impôt des Turcies et Levées pesant sur les habitants de l'ensemble des plaines riveraines, endiguées ou non, qui permettait la construction et l'entretien des levées. L'État ne conserve à sa charge que l'entretien des digues existantes et la construction des ouvrages intéressant la navigation. Pour tout nouvel ouvrage, il demande une participation de la part des bénéficiaires, impliquant l'adhésion au projet de la majorité des riverains.
Malgré la disparition du service des turcies et des levées, l'ingénieur Gaston Bouchet, fils du successeur de Louis de Règemorte, ingénieur en chef à Orléans du service des Turcies et Levées en 1787, assure une certaine continuité. Ingénieur en chef pour le département du Loiret en 1791, il est chargé en 1805, sous le Premier Empire, du service de la navigation de la Loire auquel se rattache l'entretien des levées.
Ce service est cependant dissous à sa retraite en 1815, la gestion du fleuve se répartissant dès lors entre plusieurs inspections des Ponts et Chaussées. En 1825, un organisme spécifique à la Loire est recréé : l'inspection de la navigation de la Loire. En 1840, pour sauver la navigation de la Loire, est créé le service spécial de la Loire.

### L’administration aujourd’hui
Résultat de leur histoire millénaire et de la mainmise du pouvoir royal sur la maintenance et le développement des turcies et levées, le statut des levées est généralement domanial.
Dans le département de Maine-et-Loire, 69 km de levées privées sont gérés par des associations syndicales.
Pour les ouvrages de domanialité d'État, la maîtrise d'ouvrage particulière des travaux était dévolue aux services déconcentrés de l’État, les Directions départementales de l’Équipement (DDE). Elle est historiquement différente d’un département à l’autre, en raison des attributions dévolues en Maine-et-Loire au Service Maritime et de Navigation (SMN) de Nantes rattaché au Port Autonome de Nantes-Saint-Nazaire, et dans le Cher au Service Hydrologie et Voies Navigables de la Nièvre ; elle a connu des évolutions.
Lors de la réunion interministérielle du 7 mars 2002, est décidée la création de l'arrondissement opérationnel de la Loire (AITL). Cette nouvelle entité doit intervenir sur les opérations de protection contre les crues placées sous maîtrise d'ouvrage de l'État (METL), des prestations étant possibles pour l’aménagement du lit. Sa mission est définie dans l'arrêté du 23 septembre 2002 qui officialise sa création, comme appui technique, administratif et juridique à l'exercice de la maîtrise d'ouvrage des projets incombant aux services déconcentrés de l'équipement dans le cadre du « Plan Loire grandeur nature » pour les dix départements concernés.
De nouvelles réorganisations interviendront ensuite jusqu’à la disparition des DDE au 1er janvier 2010 au profit d’entités territoriales plus élargies. Le service de la Loire reste encore à définir dans cette nouvelle organisation territoriale.
Parallèlement à l’administration de l’État, un club des gestionnaires de Loire est mis en place en 1994.

## Caractéristiques des levées

### Implantation
L’implantation des digues dans le lit majeur de la rivière n'est pas uniforme d'amont en aval. Les parties les plus exposées correspondent :
- aux tronçons où le lit mineur est le plus étroit dans lesquelles les hauteurs d'eau et les vitesses sont augmentées. Cette situation se rencontre fréquemment à l'amont de Tours et prévaut généralement dans la traversée des villes riveraines. La largeur du lit entre les levées ou entre la levée et le coteau opposé est typiquement de 800 à 1 000 m en aval de Tours, alors qu'elle est souvent réduite à 400 m entre Orléans et Tours ;
- aux zones de concavité en particulier lorsque la digue est implantée à proximité du lit mineur : les actions érosives du fleuve sont alors maximales[30].

### Profil en long

Évolution du profil en travers de la grande levée d’Anjou (val d’Authion).

Historiquement, le profil en long des digues a toujours été défini par leur hauteur au-dessus du niveau de l'étiage. Depuis les turcies primitives jusqu'aux levées actuelles, on assiste à une surélévation progressive à la suite des crues, elles-mêmes sans cesse renforcées par le développement de l'endiguement.
On retiendra les étapes suivantes (voir section « Histoire ») :
- XVe siècle : la conception de digues insubmersibles s'impose avec Louis XI et la hauteur des digues est fixée à 15 pieds (environ 5 m) au-dessus de l'étiage ;
- Colbert, en 1680, édicte un règlement portant les digues à une hauteur de trois toises, soit 5,85 m, et une largeur de quatre toises en couronne ;
- à la suite des crues catastrophiques de la première moitié du XVIIIe siècle, les digues sont hâtivement rehaussées pour atteindre jusqu'à 7 m au-dessus de l'étiage ;
- à la suite de la crue de 1846, on décide d'édifier sur la plate-forme des digues insubmersibles une « banquette » de protection arasée à 0,50 m au-dessus du plus haut niveau atteint par la crue de 1846 ;
- à la suite de la crue de 1856, le plan Comoy préconise que la plate-forme soit portée à 0,30 m au-dessus du niveau atteint par les crues de 1856-1866 et surmontée d'une banquette de protection dominant ce même niveau de 1,10 m. Cette prescription ne sera réalisée que dans le département d'Indre-et-Loire à partir de 1922.

### Profil en travers
Les turcies primitives étaient composées de fascines de bois et de terre. Ces structures se retrouvent probablement au cœur de maintes levées actuelles. Les levées furent, contrairement aux turcies, conçues comme des ouvrages insubmersibles. Elles sont construites avec les alluvions sableuses de la Loire.
La plupart des levées accueille une route sur leur couronnement. Dans l'état actuel, ces routes sont généralement constituées par une chaussée revêtue. Le talus côté Loire est parfois revêtu d'un perré maçonné lorsque la levée, construite à proximité du lit mineur, est soumise à l'action du courant. Ces perrés sont généralement fondés sur pieux (c'est le cas sur la digue du Val de Bou dans le Loiret).
Les levées sont le plus souvent hors d'eau en dehors des périodes de crues, sauf dans la partie aval du cours de la Loire où l'on rencontre des levées dont le pied côté Loire est noyé même en période d'étiage. C'est par exemple le cas de la levée de Fondettes à l'aval de Tours et des levées protégeant le Val d'Authion.
Les pentes des levées anciennes étaient très douces. Le règlement de Colbert de 1680 fixe la règle d'une largeur à la base égale à 6 fois la hauteur, propre à assurer une bonne stabilité des digues. Cette règle est abandonnée lors des surélévations du XVIIIe siècle : les levées anciennes sont simplement recouvertes de remblais de sables. Les pentes des talus dépassaient le maximum de 30° imposé par les règlements royaux aux ouvrages anciens.

### Accessibilité des levées
De tous temps, les levées ont été utilisées comme voies de communication et sont, en conséquence, facilement accessibles. On peut considérer que, sur 700 km de levées en Loire moyenne, une vingtaine de kilomètres seulement n'est pas facilement accessible. La contrepartie de cet avantage est que les travaux à entreprendre pour le diagnostic ou pour le renforcement des digues sont effectués sous les contraintes de la circulation.
La véloroute La Loire à vélo emprunte en particulier les levées de la Loire en de multiples endroits.

## Les déversoirs
L’idée des déversoirs, initialement appelés déchargeoirs, remonte à 1629, mais il faudra attendre la crue catastrophique de 1866 pour qu’un programme soit établi et qu’un début de réalisation soit engagé. Leur fonction est de permettre l’épandage de la crue dans un champ d’inondation, avec si possible aucune habitation. La crête de la levée est ainsi abaissée sur plusieurs centaines de mètres. Le déversoir présente en général une carapace en maçonnerie de pierre recouvrant le remblai. Il est prolongé en aval par un radier faisant office de zone de dissipation de l’énergie de l’eau.

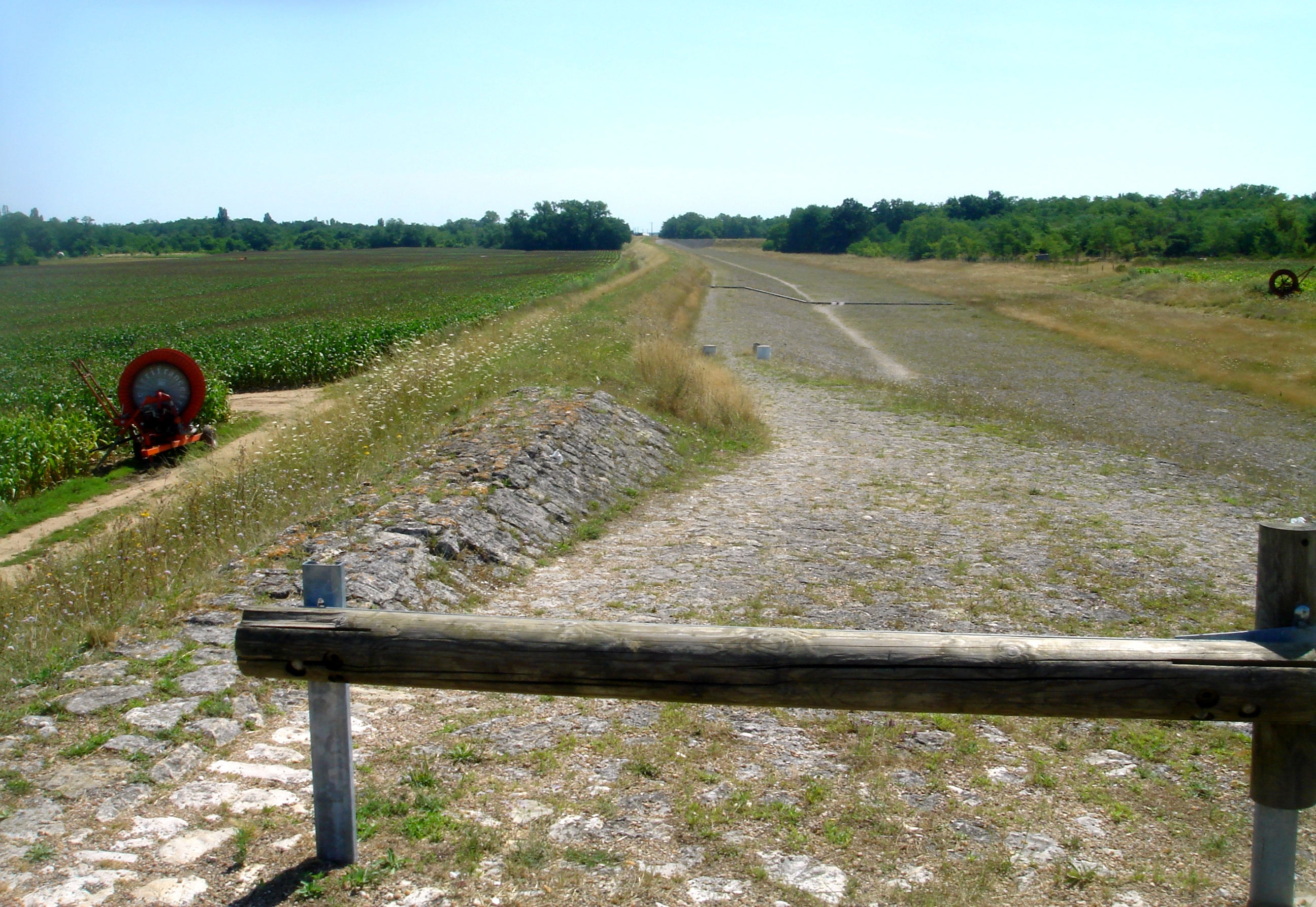
Le déversoir de Jargeau.

Le déversoir de Jargeau, dans le Loiret, est long de plus de 700 mètres, dont 575 mètres de seuil, et présente une dénivelée de 2 mètres par rapport à la crête de la levée. Il est muni d'une banquette fusible, de 1,50 m au-dessus du seuil, dont le but est d'optimiser le fonctionnement de l'ouvrage pour la crue de dimensionnement, qui était la crue de 1825 (7 m au-dessus de l'étiage).
Toutefois les prélèvements en Loire ont profondément modifié les conditions d'écoulement de l'eau et ont conduit les services de l'État à étudier en 2003 le nouveau fonctionnement hydraulique du val d'Orléans. Il apparait ainsi que le déversoir de Jargeau fonctionnerait à partir d'un débit de 7 100 m³/s alors qu'une « surverse » aurait lieu sur la levée d'Orléans à partir de 5 700 m³/s. Ainsi le but initialement alloué au déversoir de Jargeau, à savoir de protéger la levée d'Orléans, et par là même tout le val d'Orléans, n'est plus atteint, du fait de l'enfoncement du lit de la Loire. Le val d'Orléans apparait, selon cette étude, très vulnérable sans aménagements complémentaires.

## Mécanismes de rupture
L’objectif alloué initialement aux levées était de contenir les flots pour éviter une inondation des vals, d’où une surélévation incessante de ces ouvrages. Mais les dégâts consécutifs aux plus grandes crues ont en fait été dus à des ruptures de levées : 103 brèches en 1846, 149 en 1856, 85 en 1866. Hormis la plus grande brèche qui s’est produite en 1846 en aval de Gien et dont la longueur faisait 1,7 km, la longueur moyenne d’une brèche est de 190 m.
Les causes de ces brèches lors de ces trois crues exceptionnelles sont les suivantes :
- surverse du fleuve vers le val : 48 % ;
- surverse ou rupture du val inondé vers le fleuve : 18 % ;
- rupture de la banquette : 15 % ;
- renard dans le corps de la levée : 5 % ;
- érosions de talus et affouillements : 5 % ;
- autres causes : 10 %.

### Érosion de surface par surverse

Érosion régressive due à une surverse.

La « surverse », consistant en un débordement de la crête de la levée, conduit en général rapidement à une brèche. Quelques minutes après le débordement, le parement commence à s’éroder. Les matériaux sont arrachés par la force du courant en pied de digue. La fouille qui apparaît alors en pied de digue contribue à imprégner le corps de celle-ci. Saturé d’eau, le parement glisse alors par pans entiers. Les matériaux sont emportés par le courant, ce qui conduit rapidement à la ruine complète de la levée.
Les études des crues majeures n’ont pas permis de déterminer la hauteur et la durée de la lame de crue à partir desquelles cette rupture par surverse est engagée. Tout au plus peut-on préciser que le caractère sableux du remblai et l’hétérogénéité dans sa compacité sont des facteurs aggravants. En outre un profil en long irrégulier peut induire des effets de surverse accrus aux points bas de la levée.

### Érosion externe par affouillement

Érosion externe par affouillement.

Côté fleuve, les talus des levées peuvent subir les effets des courants hydrauliques qui peuvent provoquer des érosions à leur base. Il en résulte un affaiblissement des caractéristiques mécaniques du corps de remblai et un raidissement de la pente du talus. Ceci peut entraîner des affaissements de matériaux qui à leur tour engendrent des perturbations hydrauliques sous forme de tourbillons et des érosions. Par ruptures successives du talus, une brèche peut se former et conduire à la rupture complète de la levée.
Les facteurs qui peuvent contribuer à l’apparition de ce phénomène sont au nombre de trois :
- la vitesse moyenne de l’eau. Ainsi les digues en proximité immédiate du lit mineur et celles situées dans un rétrécissement du lit majeur sont particulièrement vulnérables ;
- les perturbations hydrauliques locales ;
- la nature et la protection du talus côté fleuve. Un perré résiste ainsi à une vitesse de 4 m/s alors qu’un talus enherbé est vulnérable à partir de 1,5 m/s.

### Érosion interne par effet de renard hydraulique

Rupture de levée par effet de renard.

Les hétérogénéités de perméabilité dans le corps de la levée peuvent être à l’origine de circulation d’eau. Selon la nature des matériaux et la charge hydraulique, on peut atteindre le gradient hydraulique critique qui provoque localement l’érosion interne. De part en part, cette érosion peut se propager jusqu’à former une vraie galerie qui provoque une brèche dans la levée par effondrement des matériaux.
Les facteurs aggravants sont :
- la présence de galeries, comme celles que peuvent faire certains animaux comme les ragondins ou les castors ;
- une mauvaise étanchéité entre couches de remblais ;
- une hétérogénéité des matériaux.

### Rupture d’ensemble

Rupture d’ensemble d’une levée due à de fortes pressions et à une fragilité de l’ouvrage. Une consolidation est nécessaire côté val.

Une rupture de masse de la levée peut intervenir en cas d’instabilité générale du corps de remblai.
On pense qu’une rupture de masse peut intervenir quand les trois facteurs suivants sont réunis :
- profil de digue étroit avec pente de talus fortes ;
- piézométrie élevée dans la digue en absence de drainage ;
- faibles caractéristiques mécaniques des matériaux.

## Surveillance, entretien et renforcement

### Surveillance
Pour prévenir ces désordres, le gestionnaire de la levée doit procéder à des inspections visuelles périodiques. Celles-ci consistent à parcourir intégralement la levée à pied en répertoriant toutes les informations visuelles sur les désordres ou présomptions de désordres à venir. Cette inspection doit également être complétée par une visite en barque et une inspection subaquatique par plongeurs.
En cas de crue, les plans de prévention du risque inondation et les plans d’urgence prévoient une visite périodique des levées dès que la cote d’alerte de crue est atteinte. Il est prévu que celle-ci soit faite par les agents de la DDE. Avec la disparition des DDE au 1er janvier 2010, les plans d’urgence devront être redéfinis pour préciser qui procède à ces visites de surveillance.

### Entretien
L'entretien des levées comprend, outre la surveillance continue et périodique décrite plus haut : la maîtrise de la végétation ; la lutte contre les dégâts des animaux fouisseurs tels que blaireau européen, lapin de garenne, renard, ragondin ou castor ; l'entretien des parties d'ouvrages en maçonnerie tels que les gabions ou les éléments métalliques.

### Renforcement

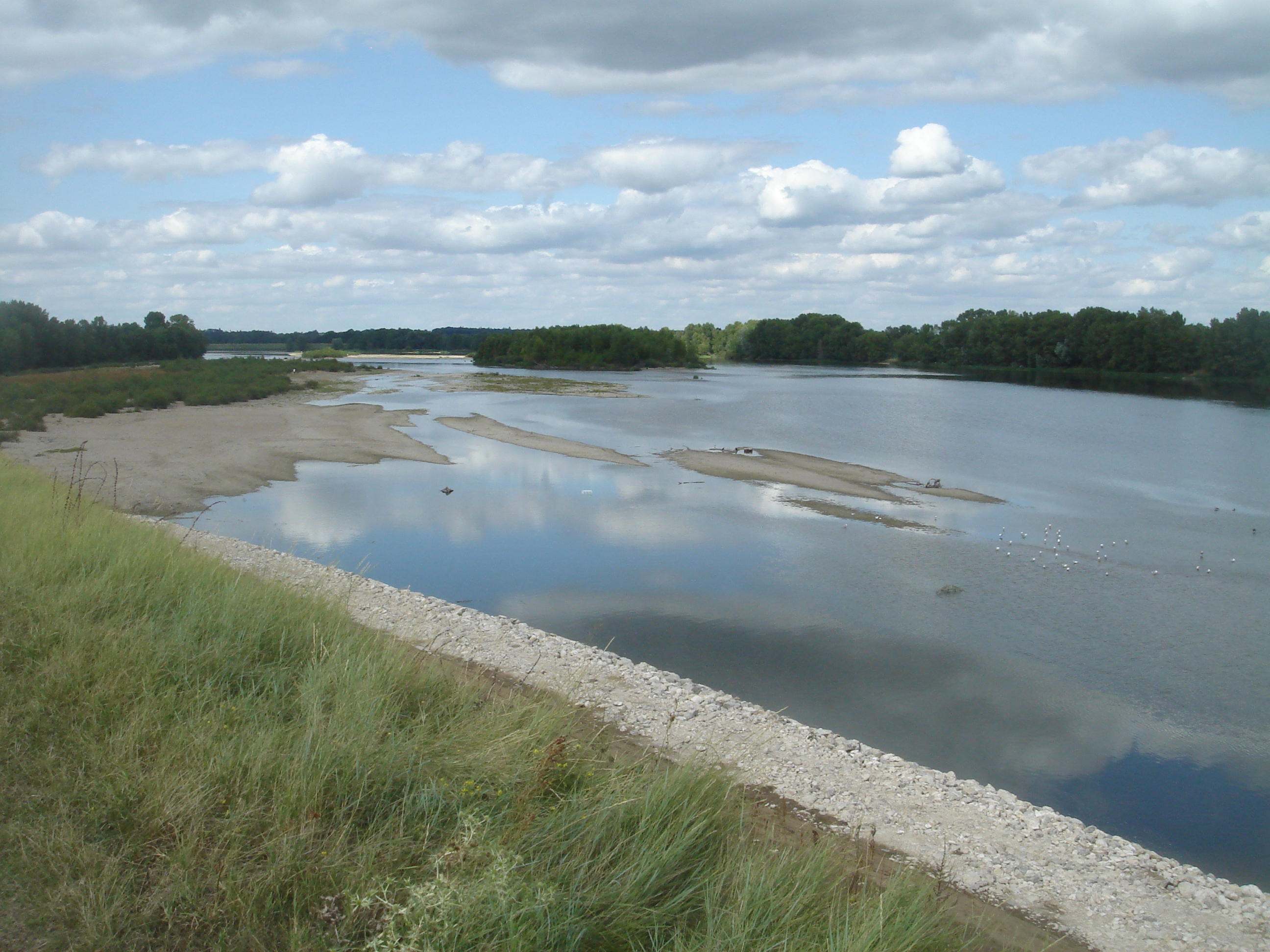
Levée, consolidée par des enrochements, au niveau de Sandillon.

Les renforcements ont pour objet de pallier des désordres identifiés. Ils sont donc variables en fonction de ceux-ci.
En cas de « surverse » possible, le gestionnaire pourra envisager de créer un déversoir, afin de contrôler l’inondation du val.
En cas d’érosion de talus et d’affouillements, il pourra être envisagé de protéger le pied de levée côté Loire par une protection en massif d’enrochements ou de renforcer le parement du talus côté Loire.
En cas de renard hydraulique, l’ajout de drains côté val ou d’un masque étanche ou une paroi moulée côté Loire peuvent être des solutions.
Exemples de renforcement des levées dans le Loiret
En 1998, à Combleux, le pied de la levée avait été détérioré à la suite de l'abaissement du cours du fleuve. Un rideau de 330 mètres de palplanches a alors été posé afin d'y consolider l'ouvrage. En 2001, à Jargeau, un rideau de palplanches de 36 mètres a également été posé, à mi-pente, à la suite de l'affaissement d'une voie communale empruntant la levée ; en 2004, ces travaux ont été complétés par la pose d'un nouveau rideau, en crête, long de 60 mètres.
En 2005, la levée de Saint-Thibault à Saint-Père-sur-Loire a bénéficié de la pose d’un remblai poids, d’un tapis drainant et d'une protection de talus de digue en perré végétalisé ou dalles béton, à la suite d'infiltrations repérées dans la digue en cas de crue. Ces travaux ont été complétés par la pose de palplanches sur la route départementale 119 sur une longueur de 180 mètres et une hauteur de 13 mètres.
En 2007, des enrochements ont été construits afin de prévenir l'érosion du pied des levées dans les communes d'Ouvrouer-les-Champs, Sigloy et Saint-Benoît-sur-Loire.

## Programme de réduction de la vulnérabilité en Loire moyenne

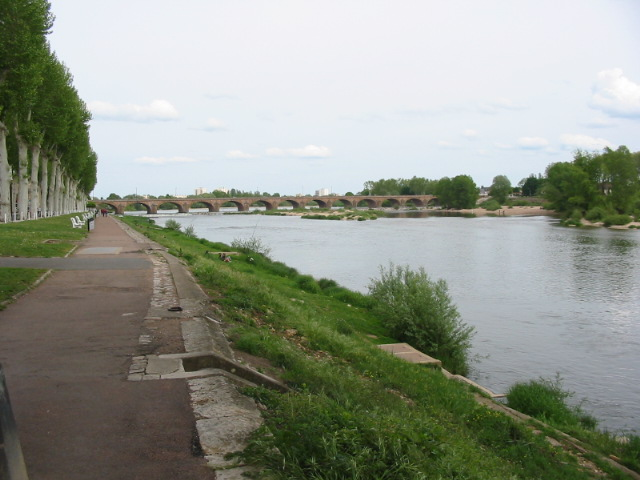
Levée de la Loire à Nevers.

Jusqu’au début des années 1980, d’importantes quantités de granulats ont été extraites du lit de la Loire et de ses principaux affluents pour les besoins de la construction. Celles-ci eurent pour effet d’abaisser fortement les lignes d’eau et de dégrader l’environnement ligérien. Le maintien de l’accès maritime au port de Nantes et d’une navigation lourde en basse Loire jusqu’aux années 1980 eurent également des conséquences néfastes pour l’aval du fleuve avec la remontée de la marée et du bouchon vaseux de l’estuaire aux conséquences aggravées du fait de la dégradation de la qualité des eaux. Ces extractions furent arrêtées progressivement en application du rapport de l’ingénieur général Foucaud de 1980. En 1984, le ministre de l’Environnement a ainsi prescrit l’objectif d’un arrêt total des extractions de sable dans le lit mineur de la Loire en 1992.
Depuis 1994, des actions importantes de restauration du lit de la Loire ont été engagées dans le cadre du plan Loire, afin de réduire ces impacts négatifs ainsi que pour favoriser le retour des poissons migrateurs, avec la suppression de deux barrages EDF à Saint-Étienne-du-Vigan sur l’Allier et Maisons-Rouges sur la Vienne et l’amélioration des échelles à poissons du pont barrage de Vichy.
Dans le cadre de ce même plan, des travaux spectaculaires de déroctage et de suppression d’anciens seuils ont été réalisés par l’État à la fin des années 1990 dans le lit de la Loire à Brives-Charensac dans la Haute-Loire, en alternative au barrage de Serre de la Fare, afin d’y améliorer la protection contre les crues cévenoles exceptionnelles.